# 496

496(사백구십육)은 495보다 크고 497보다 작은 자연수이다.

## 수학
- 합성수로, 그 약수는 총 10개다. (1, 2, 4, 8, 16, 31, 62, 124, 248, 496)
  - 496의 진약수의 합은 496이므로, 496은 완전수다.
  - 6, 28에 이은 3번째 완전수다. 다음 완전수는 8128이다.
- 31번째 삼각수다. 앞의 삼각수는 465, 다음 삼각수는 528이다.
- {\displaystyle 496=2^{9}-2^{4}}
- {\displaystyle 63^{2}-1}은 496으로 나누어떨어진다.

## 과학
- NGC 496(영어판): 물고기자리 방향에 있는 나선은하.

## 교통
- 일본 496번 국도(일본어판): 후쿠오카현 유쿠하시시에서 오이타현 히타시까지 이어지는 일본의 국도.
- 현도 제496호선

## 문화유산
- 대한민국의 보물 제496호: 화천 계성리 석등
- 대한민국의 사적 제496호: 김제 금산사 일원

## 방송
- 스카이라이프의 뽀요TV 채널 번호.

## 기타
- 연도: 496년, 기원전 496년